# Aladyn (telewizor)
Aladyn C-7901 – polski telewizor lampowy czarno-biały monofoniczny. Urządzenie produkowały w latach 1962–1964 Zakłady Radiowe Diora w Dzierżoniowie. Był to pierwszy model telewizora w ofercie fabryki radioodbiorników.
Ma lampę obrazową 19 cali o kącie odchylania 90° (w instrukcji obsługi 17 cali, typ AW 43-80). Wielkość obrazu 36x27cm
Jeden głośnik po lewej stronie obudowy. Moc wyjściowa toru fonii 1,5 VA. Odbiornik posiada wmontowany na stałe przewodowy pilot zdalnego sterowania, do ustawiania jaskrawości, kontrastu i siły głosu, połączony kilkumetrowym przewodem.
Elementami aktywnymi były lampy elektronowe całoszklane nowalowe o dziewięciu szpilkach: EF80, EY89, PCC82, PCF82, PCL82, PL36, PL83, PL84, PY81 lub PY88. Spośród półprzewodników zastosowano siedem diod germanowych ostrzowych. Telewizor jest wyposażony w: układ automatycznego utrzymywania kontrastu, układ eliminacji zakłóceń i układ korekcji wyrazistości obrazu.
Odbiera sygnał 12 kanałów OIRT w I, II i III zakresie. Wejście antenowe przystosowane do kabla symetrycznego o impedancji 300 omów.